# Burning tree
『Burning tree』（バーニング ツリー）は、GRAPEVINEの13枚目のアルバムである。2015年1月28日にSPEEDSTAR RECORDSより発売された。

## 概要
- 前作『愚かな者の語ること』より約1年9か月振り、SPEEDSTAR RECORDSに移籍後初となるアルバム。アルバム間のインターバルとしては、『déraciné』から『From a smalltown』までの約1年7か月を抜き、最長となった。
- アルバムタイトルは、曲が出そろったところで並べてみた際、1曲目の「Big tree song」とラストの「サクリファイス」が、どちらも「燃えるような命」について唄っていたことに由来している[1][2]。
- 前作同様セルフプロデュースで製作され、本作も西川が主導権を握る形で進められた[3]。
- 本作の曲作りは、ポニーキャニオン在籍時の2013年11月頃から行われ、「Big tree song」、「死番虫」、「IPA」、「Esq.」など5～7曲程度が作られた[4][3][5]。その後、ポニーキャニオンとの契約満了からSPEEDSTAR RECORDSへの移籍を挟み、2014年5月頃からプリプロを再開させ、完成に至った[3]。
- 先行シングル「Empty song」ではマスタリングにテッド・ジェンセンが起用されていたが[1]、今作のマスタリングにはグレッグ・カルビが起用されている[6]。
- 本作は初回限定盤と通常盤の2種類でのリリースとなり、初回限定盤には「Empty song」のPVと、「VIDEOVINE Vol.2」が収録されたDVDが付いている。

## 収録曲

### CD
1. Big tree song
作詞：田中和将、作曲：GRAPEVINE
ウォータードラムとパーカッションとして、Shige（DadaD）が参加している[3]。
田中曰く、当初はギターやベースが多く入っているようなアレンジだったが、最終的にはShigeに依頼したパーカッションループ中心のアレンジになったという[3]。
2. KOL
作詞：田中和将、作曲：GRAPEVINE
26thシングルc/w。前述のように、アルバム収録にあたってマスタリングが変更されている[1]。
3. 死番虫
作詞：田中和将、作曲：亀井亨
タイトルはシバンムシに由来しており、元々は虫の英名からとった「デスウォッチ」というタイトルだった。冒頭部分に入っているドラムのスティック音は、シバンムシの鳴らす音を表現している[7]。
4. Weight
作詞：田中和将、作曲：亀井亨
田中曰く、曲の雰囲気やアレンジの方向性、詞をイメージした際のシチュエーションなどが「wants」と被ることから、「『wants』のアナザーストーリー」として作られたという[8]。タイトルも「wants」を意識して決められ、同曲の詞の一部が曲中で引用されている[8]。
5. Empty song
作詞：田中和将、作曲：GRAPEVINE
26thシングル。「KOL」同様、シングルと異なるマスタリングでの収録となっている[1]。
6. MAWATA
作詞：田中和将、作曲：亀井亨
亀井は今作で1番大きく変わった曲に同曲を挙げている[3]。
7. IPA
作詞：田中和将、作曲：GRAPEVINE
タイトルはインディア・ペールエールに由来する[1]。
8. 流転
作詞：田中和将、作曲：GRAPEVINE
9. アルファビル
作詞：田中和将、作曲：亀井亨
10. Esq.
作詞：田中和将、作曲：亀井亨
タイトルは「エスクワイヤー」と読む[3]。
11. サクリファイス
作詞：田中和将、作曲：亀井亨
タイトルは、アンドレイ・タルコフスキーの同名映画が由来となっている[9]。

### DVD（初回盤限定）
「Empty song」Music Video

「VIDEOVINE Vol.2」　RECORDING/SHOOTING/LIVE